# Rađevo Selo
Rađevo Selo (cyr. Рађево Село) – wieś w Serbii, w okręgu kolubarskim, w mieście Valjevo. W 2011 roku liczyła 990 mieszkańców.